# Церковь Святой Марии (Дортмунд)

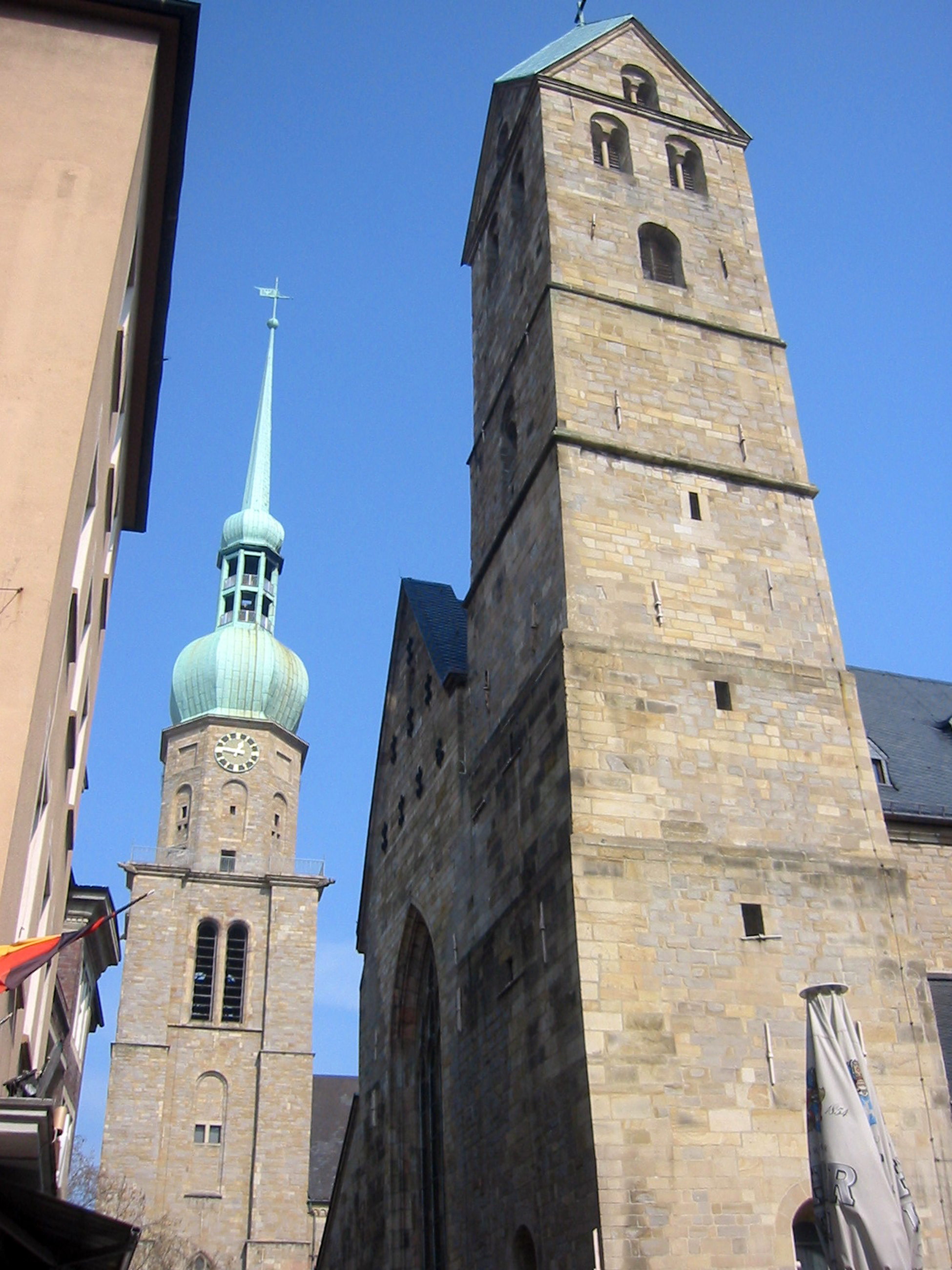
Колокольни церквей Святой Марии
и Святого Ринальда

Церковь Святой Марии (нем. Marienkirche) — евангелическая церковь в городе Дортмунде (федеральная земля Северный Рейн — Вестфалия). Церковь находится в старом городе на улице Ostenhellweg напротив церкви Святого Ринальда. Церковь Святой Марии — это романский храм, включающий в себя элементы готики.

## История

### Церковь Святой Марии во временаГогенштауфенов
Историки полагают, что поводом к постройке церкви Святой Марии послужил визит в Дортмунд императора Фридриха I Барбароссы и его сына Генриха VI в 1152 году.

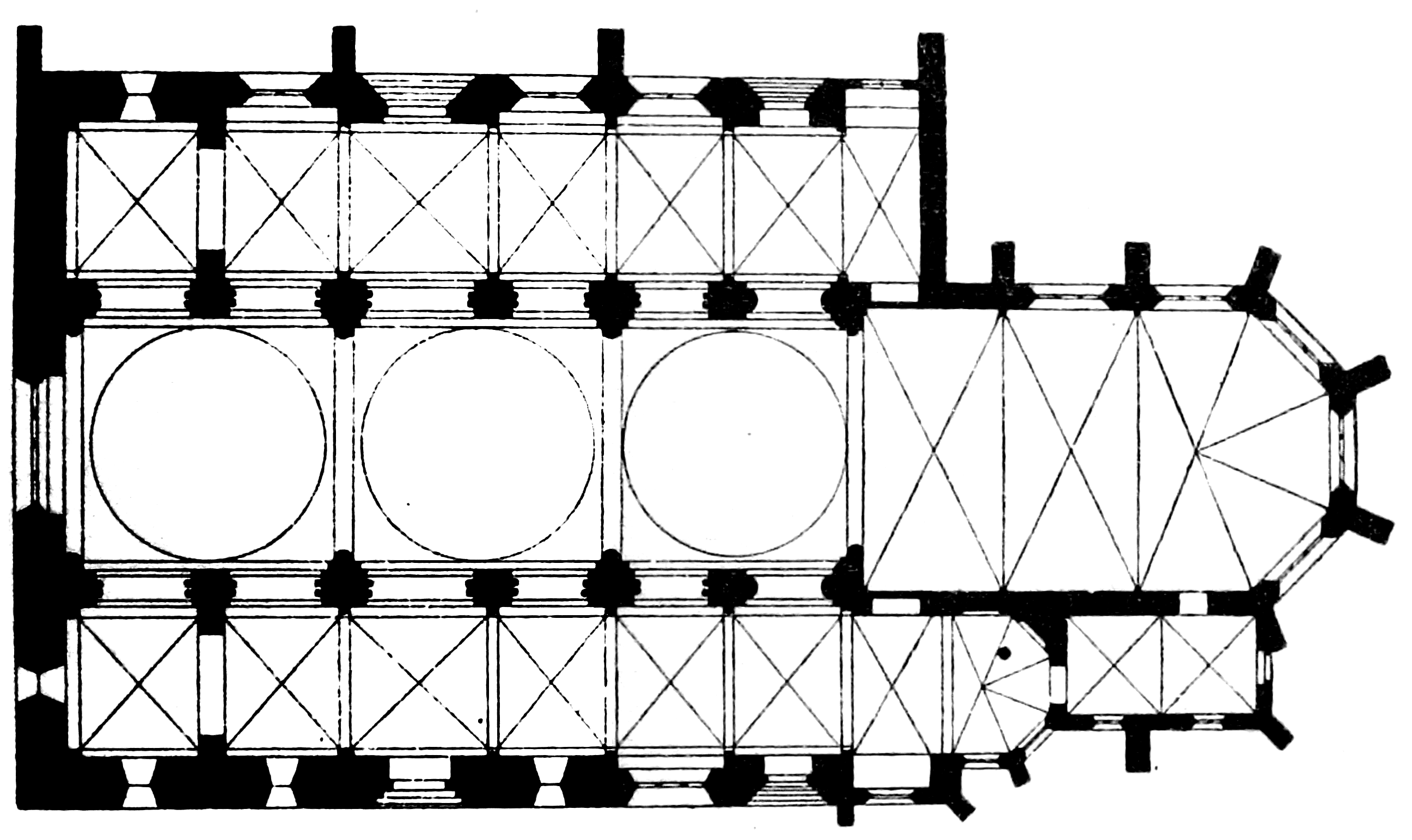
План церкви Святой Марии

Точный год начала строительства церкви не известен, но предполагается, что это было несколько позднее начала строительства церкви Святого Ринальда. Первое документальное упоминание о церкви датируется 1267 годом. Вплоть до начала XIV века церковь именуется не иначе, как Capella Regis, что однозначно говорит о том, что церковь относилась непосредственно к королевскому дворцу.
Церковь представляет собой романскую трехнефную базилику без поперечного нефа. Нигде более в Вестфалии не встречается базилика подобного типа. Архитектурно церковь Святой Марии ближе всего к церкви Святого Людгера в Мюнстере, Шпайерскому собору и императорскому собору в Кёнигслуттер-ам-Эльме.
| Алтарь Берсвордта (1395 год) | Алтарь Берсвордта (1395 год) | Алтарь Берсвордта (1395 год) |
| ---------------------------- | ---------------------------- | ---------------------------- |
|                              |                              |                              |

3 раскрытые доски алтаря Берсвордта

В середине XIV века три полукруглые, романские апсиды заменяются готическим хором, а также ряд других частей церкви перестраивается в готическом стиле, например, северный боковой продольный неф. В южном боковом продольном нефе и сегодня можно видеть архитектурные элементы романского стиля. Слева и справа от хора на средства богатых горожан были построены две маленькие капеллы. Южная капелла находится возле современного входа в ризницу и носит имя своего основателя — капелла Берсвордта.
В каждой из капелл были установлены семейные алтари, наиболее известный из них Богородичный алтарь работы Конрада фон Зоста (1420 год).
| Алтарь Конрада фон Зоста (1420 год) | Алтарь Конрада фон Зоста (1420 год) | Алтарь Конрада фон Зоста (1420 год) |
| ----------------------------------- | ----------------------------------- | ----------------------------------- |
|                                     |                                     |                                     |

Доски передней стороны алтаря Святой Марии работы Конрада фон Зоста 

### Эпоха упадка и восстановления
Несмотря на то, что Реформация в Дортмунде нашла широкую поддержку, начались длительные вооруженные конфликты, в ходе которых город поочередно занимался то силами католиков (в 1632 году), то протестантов (в 1633 году), то имперскими войсками (в 1636 году). Окончательно Реформация победила в Дортмунде решением Вестфальского мирного договора в 1648 году, но к этому времени в Дортмунде уже начался период упадка, вызванного Тридцатилетней войной. К концу войны в городе осталась только треть жителей, множество домов было разрушено, город впал в крупные долги.
Ситуация в городе не могла не сказаться и на состоянии церкви Святой Марии. Кроме того, в 1661 году произошло землетрясение, во время которого обрушилась колокольная башня церкви Святого Ринальда, что привело к серьезным разрушениям и находящейся рядом церкви Святой Марии. В связи с отсутствием средств церковь не восстанавливалась более полутора веков, постепенно приходя в ветхость и упадок. В 1805 году из-за угрозы обрушения сносится северная башня церкви. В 1828 году церковь полностью закрывается для посещения, а община церкви объединяется с общиной церкви Святого Ринальда. 23 августа 1833 года земельный совет города Дортмунд принимает решение выставит здание церкви на продажу для разборки на материалы (камни, дубовые доски, стекло, железо, свинец).

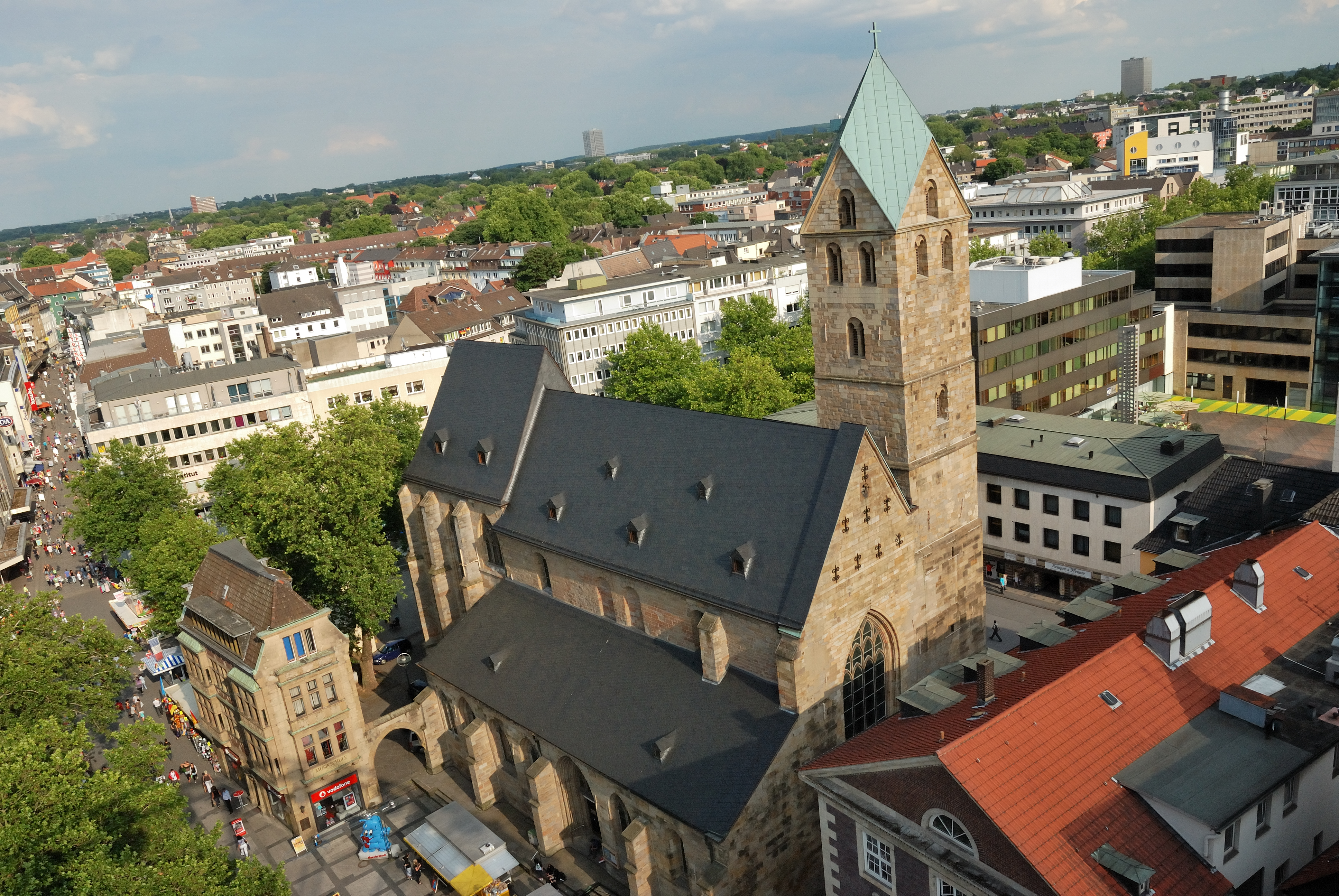
Вид сверху

В декабре того же года церковь осматривает директор Королевской картинной галереи в Берлине и направляет ходатайство наследному принцу Пруссии Фридриху Вильгельму с просьбой о передаче здания церкви музею. Фридрих Вильгельм поручил известному архитектору Карлу Фридриху Шинкелю провести исследование здания и принять решение о целесообразности сноса или восстановления церкви. 22 декабря 1833 года Шинкель дает следующее заключение:

 «Ввиду своей древности и своеобразной архитектуры здание церкви представляет немалый интерес и заслуживает того, чтобы быть сохраненным. И хотя здание находится в плохом состоянии, а на некоторых участках даже представляет опасность, в целом нет таких причин, которые бы не позволили восстановить его при умеренных затратах» (нем. "Hiernach ist das Gebäude durch Altertum und eigentümliche Konstruktion von nicht geringem Interesse und verdient jedenfalls erhalten zu werden. Der bauliche Zustand desselben ist zwar in einigen Teilen schlecht und sogar gefahrdrohend, doch allgemein nicht von solcher Beschaffenheit, daß man es nicht durch Reparaturen von mäßigem Kostenaufwande nicht wiederherstellen könnte.")
Несмотря на такое заключение, министерство духовных дел, образования и медицины Пруссии 17 февраля 1834 года дает разрешение на снос церковного здания. Большинство членов общины хотело использовать участок, занимаемый церковью, под застройку, а само здание использовать на стройматериалы для постройки школы. Однако вследствие улучшения финансового положения община решилась все же на восстановление церкви. В июне 1837 года было выделено на восстановление церкви 3786 талеров. В марте 1839 года община на созванном органами власти собрании решилась на отделение от общины церкви Святого Ринальда.

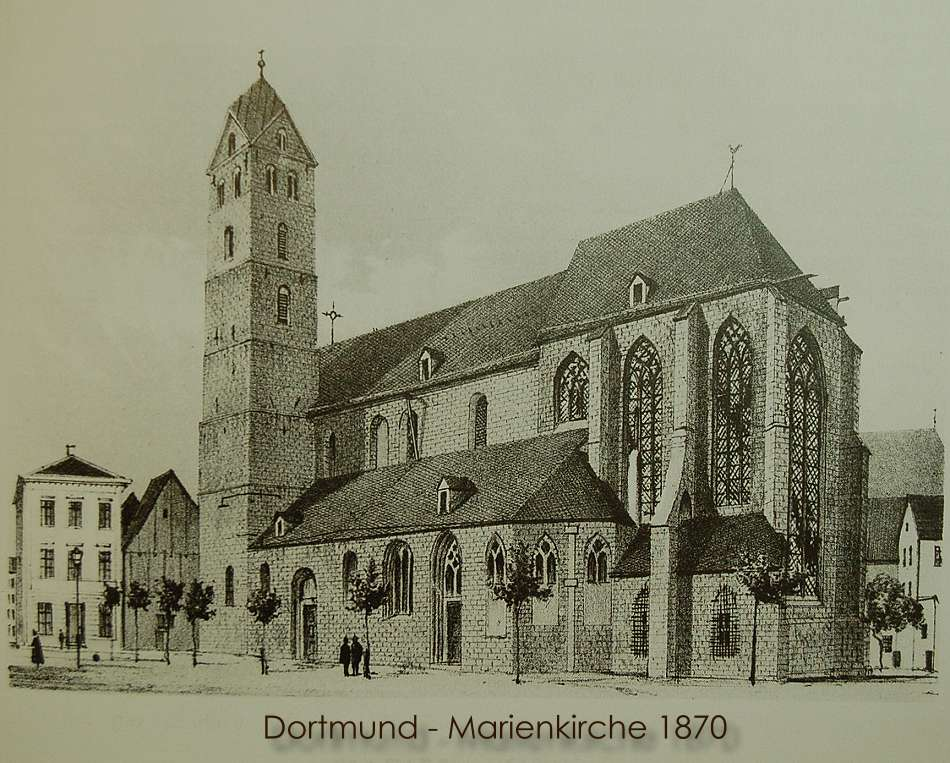
Церковь Святой Марии в 1870 году

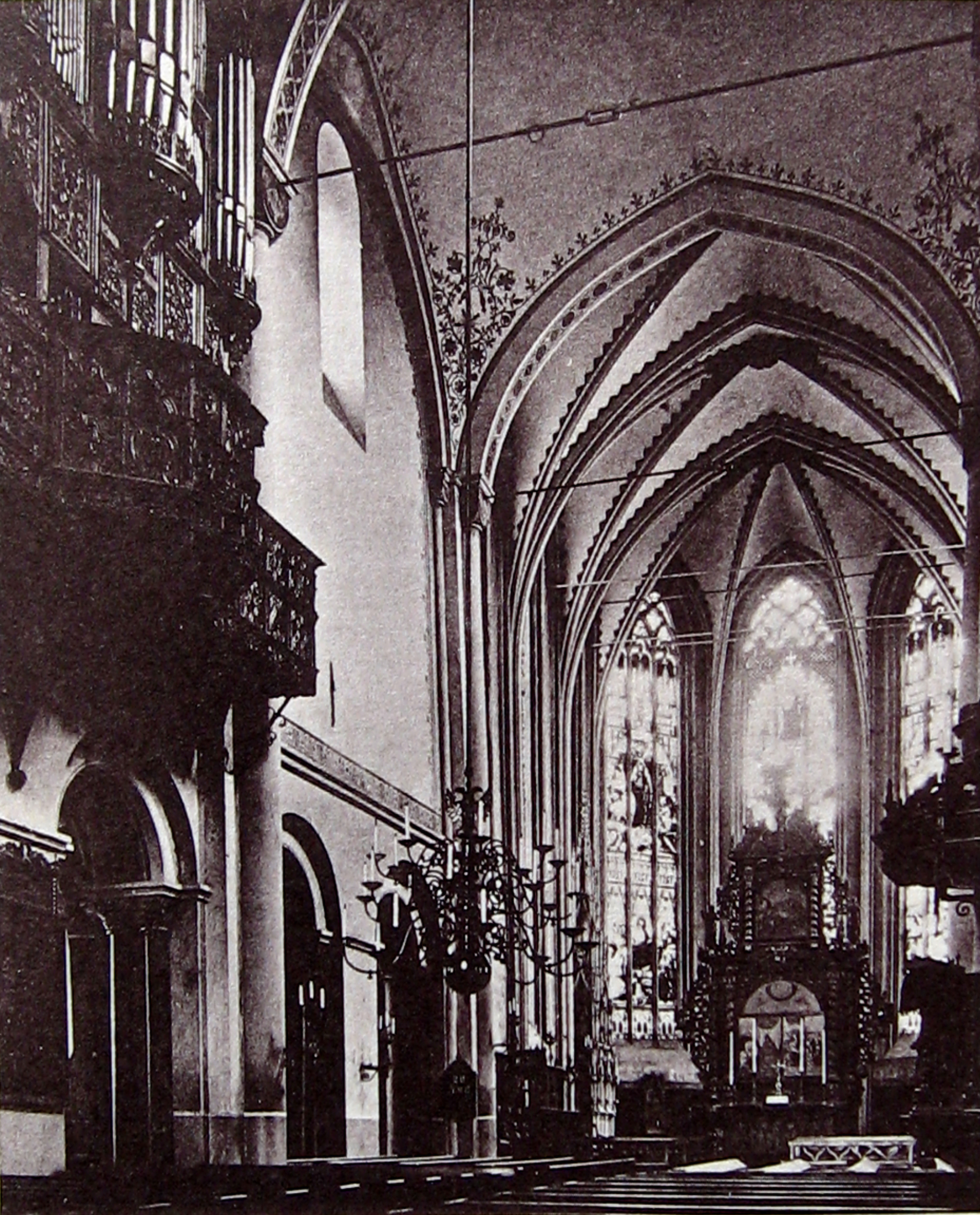
Интерьер церкви (1894 год)

 После обширных ремонтных работ под руководством строительного инспектора Бухгольца первое богослужение состоялось в мае 1839 года. Частично были возвращены вывезенные из церкви ценности. 26 декабря 1839 года во время звона колоколов произошло частичное обрушение башни. На восстановление башни было выделено 5500 имперских талеров. В 1843 году был обновлен шпиль башни, в 1856 году был заменен старый орган, а в 1859 году были заменены несколько окон, в том числе большое западное окно и 3 окна в алтарной части. В том же году были отлиты три новых колокола.

Несмотря, на все проведенные работы, здание церкви все ещё требовало масштабной реставрации. Вестфальский искусствовед Вильгельм Любке даже рекомендовал снести церковь и на её месте построить новую. Однако, община церкви не последовала этим рекомендациям и обратилась к дортмундскому советнику по вопросам строительства Генцмеру с поручением о проведении крупномасштабных ремонтных работ. В 1881 году на эти работы было выделено 150000 марок. 2 июля 1882 года церковь открылась благодарственным молебном и торжественной службой.

### Церковь Святой Марии во временанационал-социализма
Во времена национал-социализма евангелическая церковь в Германии оказалась под серьёзным давлением. В 1933 году нацистский режим вынудил протестантские церкви Германии слиться в одну Протестантскую церковь рейха, которая должна была бы поддерживать нацистскую идеологию. Во главе нового церковного образования оказались активисты движения Немецких христиан во главе с Людвигом Мюллером, которые поддерживали Гитлера ещё до его прихода к власти. Церковная оппозиция была вынуждена уйти в подполье, и для координации своих действий создала в сентябре того же года оппозиционную Исповедующая церковь.
Община церкви Святой Марии в Дортмунде поддержала Исповедующую церковь, за что подверглась ещё большим репрессиям. В 1936 году с кафедры церкви во время проповедей звучали призывы против создания концентрационных лагерей. После ареста известного протестантского теолога Мартина Фридриха Нимёллера в церкви символически перестали зажигать алтарные свечи и ежедневно в 15:00 звонили в колокол. Из-за оппозиционной власти позиции пасторы и служащие церкви Святой Марии неоднократно заключались под стражу.
В конце Второй мировой войны церковь святой Марии была частично разрушена. 6 октября 1944 года во время четвертого массированного налета союзнической авиации на Дортмунд зажигательная бомба пробила крышу церкви и вызвала пожар. При этом безвозвратно погибли деревянная кафедра, орган, барочный алтарь, художественные готические окна, росписи потолков. Сейчас можно видеть только те художественные ценности, которые удалось спасти во время пожара. В дальнейшем разрушения церкви увеличивались из-за атмосферных воздействий ввиду отсутствия крыши.

### Церковь Святой Марии в наше время
После денежной реформы 1948 года были начаты работы по восстановлению церкви под руководством дортмундского архитектора Германа Кессемайера. В ходе работ церковь вернулась к изначальному романскому облику. 2 апреля 1950 года для проведения богослужений был открыт южный неф. 2 июня 1957 года община праздновала полное открытие церкви после реставрации.
В 1967 году в церкви был установлен новый орган, созданный фирмой Густава Штайнмана. В 1972 году церковь получила новое остекление работы Йоханнеса Шрайтера.

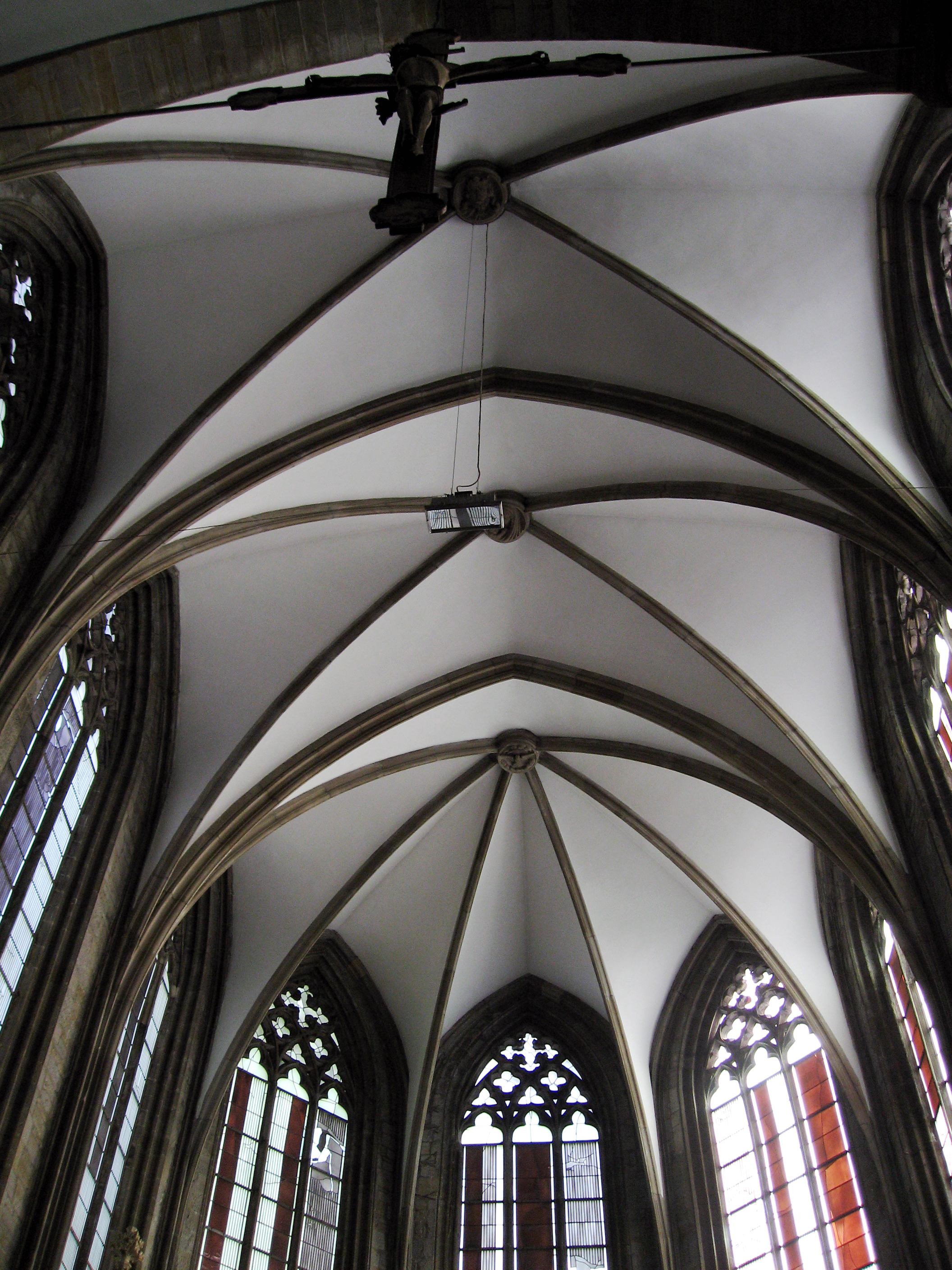
Потолок хора

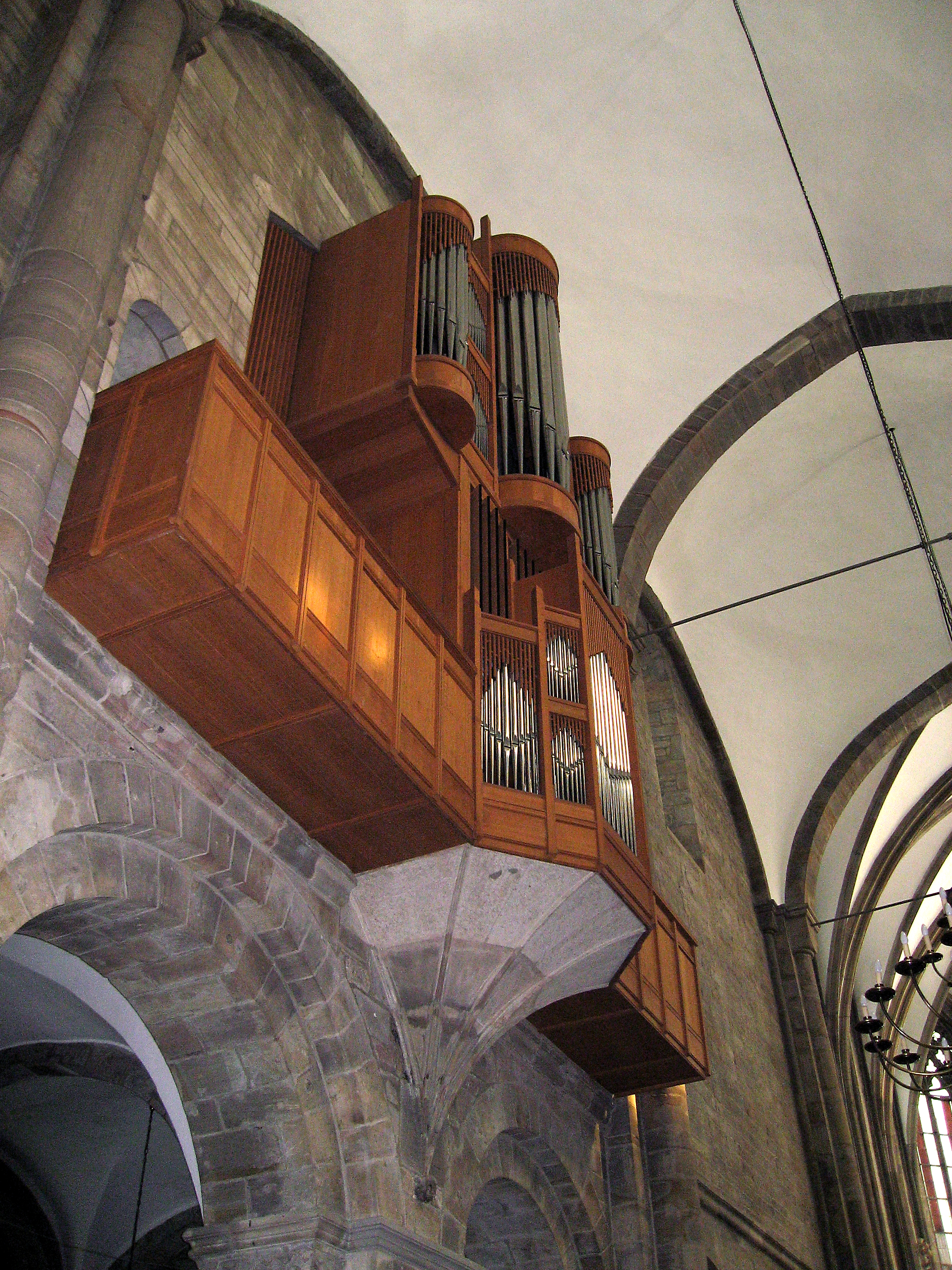
Орган работы Густава Штайнмана